# انگلیسی آپالاشیا
انگلیسی آپالاشیا نوعی انگلیسی آمریکایی است که بومی منطقه کوهستانی آپالاشیا در شرق ایالات متحده است. از نظر تاریخی، اصطلاح گویش آپالاشیایی به گونه‌ای انگلیسی محلی از آپالاشیای جنوبی اشاره دارد که در زبان‌شناسی آمریکایی به انگلیسی کوه‌های دودی یا انگلیسی کوهستانی جنوبی نیز شناخته می‌شود. طبق اطلس انگلیسی آمریکای شمالی، این تنوع هم بر گویش منطقه‌ای جنوبی ایالات متحده تأثیرگذار است و هم تحت تأثیر گویش منطقه‌ای جنوبی ایالات متحده است که امروزه در مرکز و جنوب آپالاشیا غالب شده‌است، در حالی که نوعی گویش منطقه‌ای پنسیلوانیا غربی در آپالاشیای شمالی غالب است تمام انگلیسی آپالاشیا روتیک است و با واج‌شناسی، صرف‌شناسی، نحو، و واژگان مشخص مشخص می‌شود. این گویش بیشتر کلامی است اما ویژگی‌های آن گاهی در آثار ادبی نیز نمایان می‌شود.
تحقیقات گسترده‌ای از دهه ۱۹۳۰ برای تعیین منشأ گویش آپالاشیا انجام شده‌است. یکی از نظریه‌های رایج این است که این گویش بقایای انگلیسی قرن شانزدهم (یا «الیزابتی») به صورت مجزا است،، اگرچه مقایسه دقیق‌تر آن با انگلیسی قرن ۱۸ (یا «استعماری») است. صرف نظر از این، گویش آپالاشی که در قرن گذشته مورد مطالعه قرار گرفت، مانند بسیاری از گویش‌ها، در واقع ترکیبی از ویژگی‌های قدیمی‌تر و جدیدتر را نشان می‌دهد، که تحت تأثیر خاص مهاجران اسکاتلندی اولستر بوده‌است.
انگلیسی آپالاشیا از دیرباز کلیشه نژادی محبوب آپالاشی‌ها بوده‌است و هم در داخل و هم در خارج از منطقه به عنوان یک گویش پست مورد انتقاد قرار می‌گیرد، که اغلب به اشتباه به تنبلی فرضی، عدم تحصیلات یا انزوای نسبی منطقه نسبت داده می‌شود. نویسندگان آمریکایی در طول قرن بیستم از این گویش به عنوان گفتار منتخب شخصیت‌های بی‌سواد و بی‌پیچیده استفاده کرده‌اند، اگرچه تحقیقات تا حد زیادی این کلیشه‌ها را رد کرده‌است. با این حال، به دلیل چنین تعصبی، استفاده از گویش آپالاشیا هنوز هم اغلب مانعی برای پیشرفت آموزشی و اجتماعی است.